# Herz-Jesu-Kirche (Bitterfeld)

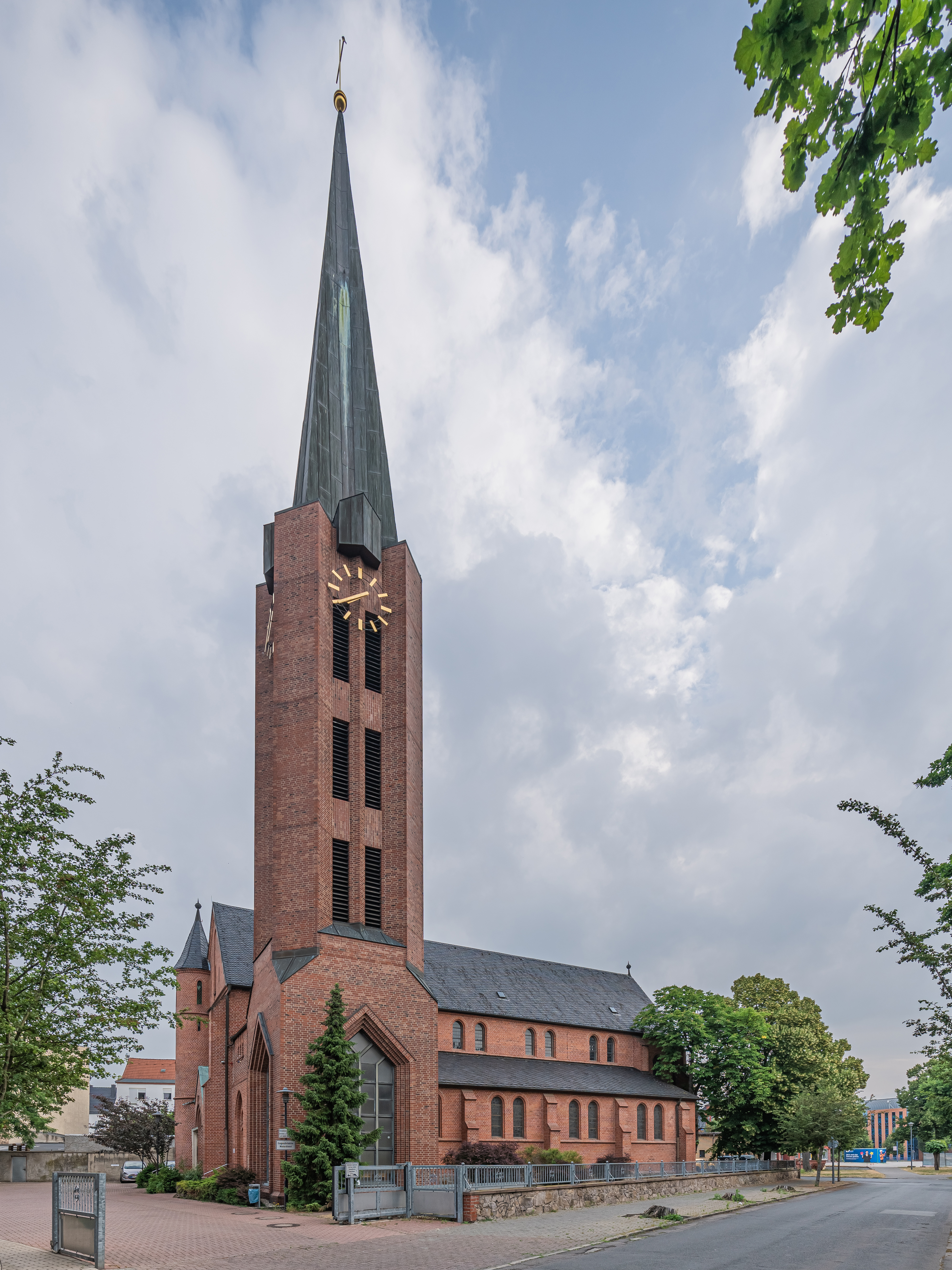
Herz-Jesu-Kirche

Die Herz-Jesu-Kirche ist die römisch-katholische Kirche in Bitterfeld, einem Stadtteil von Bitterfeld-Wolfen im Landkreis Anhalt-Bitterfeld in Sachsen-Anhalt.
Die nach dem Heiligsten Herz Jesu benannte denkmalgeschützte Kirche gehört zur Pfarrei Heilige Familie Bitterfeld des Bistums Magdeburg.

## Lage
Sie befindet sich im Stadtzentrum von Bitterfeld an der Adresse Röhrenstraße 2 auf der nordwestlichen Seite der Röhrenstraße unmittelbar an der Einmündung auf die Binnengärtenstraße.

## Architektur und Geschichte
Am 4. September 1859 wurde erstmals seit der Reformation in Bitterfeld ein katholischer Gottesdienst gehalten, er fand in einem angemieteten Raum in der Bürgerstraße statt. 1879 wurde ein an der Röhrenstraße gelegenes Baugrundstück angekauft, auf dem 1880/81 ein Missionshaus erbaut wurde. Es beinhaltete eine Kapelle und eine 1882 eröffnete katholische Schule. Die 1885 durchgeführte Volkszählung zeigte, dass im Pfarrbezirk Bitterfeld über 1200 Katholiken wohnten. Am 12. März 1894 wurde der Seminarpriester Franz Düwell zum Vikarieverweser von Bitterfeld ernannt, womit in Bitterfeld eine katholische Gemeinde gegründet wurde.
Der Bau der dreischiffigen Basilika begann am 17. August 1894, sie wurde im Stil der Neogotik als Ziegelbau errichtet. Am 8. September 1894 wurde ihr Grundstein gelegt, und am 4. Juni 1895 wurde sie durch Dechant Johannes Schulte aus Weißenfels eingeweiht. Die bischöfliche Kirchweihe folgte am 15. Juni 1899 durch Hubert Theophil Simar, den Bischof des Bistums Paderborn, zu dem Bitterfeld damals gehörte. An der Ostseite befindet sich ein Chor mit fünfseitigem Abschluss. Er wird von einem Kreuzgratgewölbe überspannt. Die Fenster der Kirche sind lanzettenförmig ausgeführt. Zwischen ihnen sind Strebepfeiler angeordnet.
Statt eines Kirchturmes bekam die Kirche zunächst einen Dachreiter. 1928 wurde südwestlich des Schiffs ein 58 Meter hoher Glockenturm errichtet. Er entstand nach Entwürfen von Johannes Reuter (sen.) und wurde 1991 aufgrund von Baumängeln abgerissen und aus verklinkertem Stahlbeton erneuert.
Sehr wahrscheinlich stammt der Entwurf für die Kirche vom Paderborner Dom- und Diözesanbaumeister Arnold Güldenpfennig, dem zahlreiche katholische Kirchen in Sachsen-Anhalt zugeschrieben werden, da er 50 Jahre lang dieses Amt ausübte. Hauptgrund für die Zuordnung zum Werk Güldenpfennigs ist die Baugleichheit mit der nachweislich von Güldenpfennig stammenden Kirche Unbefleckte Empfängnis der Jungfrau Maria in Hettstedt. Güldenpfennig hat mehrfach baugleiche Kirchen in unterschiedlichen Städten errichtet.
Im Inneren der Kirche befindet sich eine Orgelempore in neogotischem Stil, im Übrigen ist die Ausstattung bis auf die von Christof Grüger 1971 mit Industriemotiven gestalteten und in der Glaswerkstatt Böhme in Magdeburg angefertigten Chor- und Seitenfenster schlicht gehalten. Nach der Liturgiereform des Zweiten Vatikanischen Konzils wurde der Altarraum umgestaltet, Friedrich Schötschel erneuerte unter anderem den Ambo und den Altar. Die Altarweihe vollzog Bischof Johannes Braun am 14. April 1974, dem Ostersonntag.
Im örtlichen Denkmalverzeichnis ist die Kirche unter der Erfassungsnummer 094 95335 als Baudenkmal eingetragen.
Am 1. Januar 1908 wurde die Pfarrei Bitterfeld errichtet, ihr erster Pfarrer wurde Ferdinand Gerwinn, der seit 1900 als Nachfolger von Franz Düwell in Bitterfeld tätig war. In der Zeit des Nationalsozialismus wurde die katholische Schule Bitterfeld Ostern 1940 durch die staatlichen Machthaber geschlossen.
Zum 1. März 2006 wurde der Gemeindeverbund Bitterfeld – Gräfenhainichen – Holzweißig – Sandersdorf errichtet, der außer der Herz-Jesu-Kirche auch die St.-Michael-Kirche in Brehna, die Maria-Hilfe-der-Christen-Kirche in Gräfenhainichen, die St.-Joseph-Kirche in Holzweißig, die St.-Barbara-Kapelle in Roitzsch, die St.-Marien-Kirche in Sandersdorf und die St.-Antonius-von-Padua-Kirche in Zschornewitz umfasste. Aus dem Gemeindeverbund wurde am 2. Mai 2010 die heutige Pfarrei Heilige Familie gebildet. 2015 fand in der St.-Antonius-von-Padua-Kirche in Zschornewitz der letzte Gottesdienst statt, 2023 in Brehna.